# 如月音流
如月音流（きさらぎ ねる）は、日本の実業家、アスキーアート作家、タレント、およびヴィジュアル系ロックバンド・Lily-C[lie]meボーカリスト。北海道稚内市出身。身長168cm・バスト93cm・ウエスト68cm・ヒップ92cm（いずれも公式プロフィール）。所属所属事務所はGrick。

## 略歴
- 北海道稚内商工高等学校を卒業後、大阪府の調理師専門学校へ進み、調理師免許とフグ取扱調理師免許を取得する。
- 卒業後、実家のラーメン屋を手伝うかたわらで携帯電話のデコメールのサイトを運営していた。
- 2006年3月、ニューハーフをはじめ性的少数者やオタク等の地位向上を目的として、ウェブ制作会社・ニューゲージを起業。代表取締役を務める。以降、ウィルポート編集長やガールズウォーカー副編集長など、モバイルインターネット企業の役職も務めるようになる。
- 2006年10月、日本テレビ系『おネエ★MANS』にITのカリスマのキャッチコピーで出演。レギュラー出演を機にタレントとしても活動を始める。
- 2007年、ヴィジュアル系バンド・Lily-C[lie]meを結成。9月には初の著書『美人力。』を発表。

## 人物
芸名の「如月」は、自身が2月生まれであることに由来する。本名は非公開だが、レギュラー番組『おネエ★MANS』でのコストコ特集で、会員証の記載欄から名前が「濱下カツマサ」であることが明かされている。
実家はラーメン屋、寿司屋、大衆食堂を同時に経営しているため、料理も得意であり、自身でラーメンの麺を打つこともできる。『おネエ★MANS』では出演メンバーから「ラーメン屋のせがれ」と揶揄されるが、当人は、せがれではなく娘であると否定する。
セレブな外見とは裏腹に、かなりのゲーム好きである。20時間ゲームをする日もあるという。（如月音流のオールナイトニッポンより）

## 出演

### レギュラー番組
- おネエ★MANS （日本テレビ系 2009年3月で終了）
- M+Seg(エムセグ)　(朝日放送 2009年6月で終了)

### ゲスト出演
- Gの嵐（日本テレビ系）
- 秘密のケンミンSHOW（よみうりテレビ制作、日本テレビ系）
- 天下統一CG将軍2（BSジャパン）
- AKBINGO!（日本テレビ系） - 「メール美人コンテスト」コメンテーター
- ドラクロワ（NHK総合）

### ラジオ
- さくらのブロラジ （2007年、ラジオ関西） （Podキャスティング対応）
- オールナイトニッポン クリエイターズナイト(第三週目) 如月音流のオールナイトニッポン

### 舞台
- 「MEN＆MAN〜男たちのSADAME〜」（2009年2月4日-8日、新宿シアターサンモール劇場） - レイカ 役

## 書籍

### 著書
- あなたの悩みにお答えします!カリスマニューハーフ音流が教える魅惑の女のつくり方
- 美人力。
- 恋愛上手のメール術－ITのカリスマが伝授